# آدوزینیو
آدوزینیو (انگلیسی: Adãozinho; ۲ آوریل ۱۹۲۳ – ۳۰ اوت ۱۹۹۱) بازیکن فوتبال اهل برزیل بود.
از باشگاه‌هایی که در آن بازی کرده‌است می‌توان به باشگاه ورزشی اینترناسیونال و باشگاه فوتبال فلامینگو اشاره کرد.
وی همچنین در تیم ملی فوتبال برزیل بازی کرده‌است.